# Финал Кубка Англии по футболу 1877
Финал Кубка Англии по футболу 1877 года (англ. 1877 FA Cup Final) — футбольный матч между командами «Уондерерс» и «Оксфорд Юниверсити», завершавший розыгрыш Кубка Англии сезона 1876/77. Матч прошёл 24 марта 1877 года на стадионе «Кеннингтон Овал» в Лондоне.  Это был шестой финал старейшего в мире футбольного турнира, Кубка вызова Футбольной ассоциации (англ. the Football Association Challenge Cup), также известного как Кубок Англии. В том сезоне «Уондерерс» защищал завоёванный в прошлом году титул и к тому моменту выиграл Кубок Англии уже три раза. «Оксфорд Юниверсити» выигрывал трофей в 1874 году. «Уондерерс» дошёл до финала, не пропустив ни одного гола, победив в полуфинале «Кембридж Юниверсити». «Оксфорд Юниверсити» сыграл только в трёх матчах по пути к финалу, поскольку в нескольких случаях у команды просто не было соперников, или соперник отказывался приезжать на матч.
«Оксфорд Юниверсити» открыл счёт благодаря ошибке вратаря «Уондерерс» Артура Киннэрда, поймавшего мяч за линией ворот, тем самым забив в свои ворота. «Уондерерс» сравнял счёт за несколько минут до конца матча, переведя игру в дополнительное время, где «Уондерерс» забил победный гол.  В послематчевом протоколе гол «Оксфорда» не был упомянут, но примерно век спустя эти данные были восстановлены.

## Путь команд к финалу
«Уондерерс» в сезоне 1876/77 защищал трофей, выигранный в прошлом сезоне. К тому моменту «Уондерерс» выигрывал в Кубке Англии уже трижды: помимо прошлого года, в 1872 и 1873 годах. «Оксфорд Юниверсити» тоже выиграл титул в 1874 году. Обе команды должны были начать свои выступления с первого раунда домашними матчами против «Саффрон Уолден» и «Олд Салопианс» соответственно. Однако ни один из матчей так и не был сыгран, поскольку оба противника будущих финалистов снялись с турнира, тем самым выведя своих оппонентов в следующий круг. Во втором раунде «Уондерерс» и «Оксфорд» выиграли свои матчи, забив по шесть безответных голов «Саутоллу» и команде 105-го полка соответственно.
В третьем раунде «Уондерерс» победил «Пилгримс» со счётом 3:0, а «Оксфорд Юниверсити» вышел в следующий круг благодаря снятию с турнира их соперника, сильнейшего на тот момент шотландского клуба «Куинз Парк».  «Уондерерс» не сыграл в четвертьфинале, а сразу прошёл в полуфинал в связи с нечётным числом команд. «Оксфорд Юниверсити» на этой же стадии сыграл в безголевую ничью с клубом «Аптон Парк», а в переигровке оксфордцы выиграли со счётом 1:0, благодаря чему вышли в финал, минуя стадию полуфинала (что было опять связано с нечётным количеством клубов). В полуфинале «Уондерерс» победил команду «Кембридж Юниверсити» со счётом 1:0.
| Противник «Уондерерс» | Результат            | Переигровка          | Раунд         | Противник «Оксфорда» | Результат            | Переигровка          |
| --------------------- | -------------------- | -------------------- | ------------- | -------------------- | -------------------- | -------------------- |
| Саффрон Уолден        | Отказ соперника      | Отказ соперника      | 1 раунд       | Олд Салопианс        | Отказ соперника      | Отказ соперника      |
| Саутолл               | 6:0                  | —                    | 2 раунд       | 105-й полк           | 6:0                  | —                    |
| Пилгримс              | 3:0                  | —                    | 3 раунд       | Куинз Парк           | Отказ соперника      | Отказ соперника      |
| Отсутствие соперника  | Отсутствие соперника | Отсутствие соперника | Четвертьфинал | Аптон Парк           | 0:0                  | 1:0                  |
| Кембридж Юниверсити   | 1:0                  | —                    | Полуфинал     | Отсутствие соперника | Отсутствие соперника | Отсутствие соперника |

## Матч

### Обзор матча
Обе команды приняли решение играть с двумя защитниками, двумя хавбеками и шестью нападающими, что соответствовало атакующему стилю игры, доминировавшему в то время. Артур Киннэрд играл на воротах у «Уондерерс», хотя все три предыдущих раза, когда он играл в финалах Кубка Англии, он занимал позицию нападающего. В то время позиция вратаря не считалась исключительной, и игроки часто играли то на воротах, то в поле.  Игра проходила на лондонском стадионе «Кеннингтон Овал» (домашнем стадионе крикетного клуба «Сарри Каунти») при крайне плохих погодных условиях: на стадионе шёл дождь, и грязь налипала на обувь игроков.
«Уондерерс» начал игру крайне слабо, что, по мнению журналиста газеты The Sportsman, было необычным для этой команды. На пятнадцатой минуте «Оксфорд Юниверсити» заработал угловой удар, после подачи которого Эвелин Уоддингтон пробил в верхний угол ворот. Киннэрд поймал мяч, но сделал это за линией ворот. Игроки «Оксфорда» немедленно обратились к судье с просьбой засчитать гол. После консультаций между арбитрами мяч был засчитан, и «Оксфорд Юниверсити» повел в счёте. Некоторое время спустя Чарльз Вулластон получил травму и поменялся позициями с Киннэрдом. В то время замены не практиковались, поэтому травмированные игроки оставались в игре, если они физически могли продолжать игру. Они обычно вставали на позицию вратаря, где требовалось меньше движений.
Во втором тайме «Уондерерс» упорно пытался сравнять счёт. Фрэнсис Берли забил прямым ударом со свободного удара, но гол не был засчитан, поскольку мяч не коснулся других игроков. За четыре минуты до конца матча Хьюберт Херон сделал стремительный прорыв и сделал пас на Джарвиса Кенрика, который забил мяч в ворота Эдуарда Алингтона, тем самым сравняв счёт и переведя игру в дополнительное время. Семь минут спустя после начала дополнительного времени Уильям Линдзи нанёс удар, который попал в голову защитнику «Оксфорда» и отскочил обратно к Линдзи, добившему мяч в ворота Алингтона. «Уондерерс» повёл в счёте 2:1 и смог удержать результат, выиграв свой четвёртый Кубок Англии.

### Отчёт о матче
| Уондерерс                 | 2:1     | Оксфорд Юниверсити |
| ------------------------- | ------- | ------------------ |
| - Кенрик 86′ - Линдзи 97′ | (отчёт) | Киннэрд 15′ (авт.) |

| Уондерерс: | Уондерерс: | Уондерерс:       |                                                                         |                                                                         | Оксфорд Юниверсити: | Оксфорд Юниверсити: | Оксфорд Юниверсити:  |
| ---------- | ---------- | ---------------- | ----------------------------------------------------------------------- | ----------------------------------------------------------------------- | ------------------- | ------------------- | -------------------- |
| Вр         |            | Артур Киннэрд    | Форма · Форма                                                           | Форма · Форма                                                           | Вр                  |                     | Эдуард Алингтон      |
| Защ        |            | Алфред Стратфорд | Форма · Форма                                                           | Форма · Форма                                                           | Защ                 |                     | Оуэн Данелл          |
| Защ        |            | Уильям Линдзи    | Форма · Форма                                                           | Форма · Форма                                                           | Защ                 |                     | Уильям Росон         |
| Хав        |            | Фрэнсис Берли    | Форма · Форма                                                           | Форма · Форма                                                           | ПЗ                  |                     | Эвелин Уоддингтон    |
| ПЗ         |            | Фредерик Грин    | Форма · Форма                                                           | Форма · Форма                                                           | ПЗ                  |                     | Джеймс Сейвори       |
| Нап        |            | Чарльз Вулластон | Форма · Форма                                                           | Форма · Форма                                                           | Нап                 |                     | Филипп Фернандес     |
| Нап        |            | Томас Хьюз       | Форма · Форма                                                           | Форма · Форма                                                           | Нап                 |                     | Эдуард Хагарти Парри |
| Нап        |            | Хьюберт Херон    | Регламент матча:                                                        | Регламент матча:                                                        | Нап                 |                     | Генри Оттер          |
| Нап        |            | Генри Уэйс       | 90 минут основного времени.                                             | 90 минут основного времени.                                             | Нап                 |                     | Артур Тодд           |
| Нап        |            | Чарльз Дентон    | 30 минут дополнительного времени в случае ничьи (по решению капитанов). | 30 минут дополнительного времени в случае ничьи (по решению капитанов). | Нап                 |                     | Арнольд Хиллс        |
| Нап        |            | Джарвис Кенрик   | Переигровка, если счёт остался равным.                                  | Переигровка, если счёт остался равным.                                  | Нап                 |                     | Джон Бейн            |
|            |            |                  | Замен нет.                                                              |                                                                         |                     |                     |                      |

## После матча
Вскоре после матча Киннэрд сообщил совету Футбольной ассоциации, членом которого он являлся, что, по его мнению, мяч не пересёк линию ворот, когда игрок его поймал, и, соответственно, гола не было. Несмотря на то, что судья засчитал гол, и представители многочисленных газет видели, что мяч был за линией ворот, члены совета приняли протест Киннэрда, и не добавили гол в протокол, тем самым официальный счёт, зафиксированный в протоколе, стал 2:0. При этом появлялся следующий нюанс: поскольку «Оксфорд Юниверсити» (по официальной версии) не забил, то не было причины назначать дополнительное время, так что гол «Уондерерс» также должен быть аннулирован, но этого не произошло. В следующем веке все источники заявляли, что счёт был 2:0. В 1980-е годы, во время проверки источников того времени, Футбольная ассоциация Англии снова «засчитала» гол, и после чего официальным счётом матча считается 2:1.